# Maciej Maciejewski
Maciej Maciejewski (Augustów, 1 de outubro de 1914 – Varsóvia, 17 de maio de 2018) foi um ator polonês.

## Biografia
Maciej Maciejewski nasceu em Augustów. Ele fez sua estréia como ator em 1938, em Halka. Já no teatro, foi contratado par atuar na cidade de Varsóvia. Maciejewski completou 100 anos em outubro de 2014. O ator morreu em maio de 2018 aos 103 anos de idade.

## Filmografia
- 1951: Jovens de Chopin
- 1953: Żołnierz zwycięstwa
- 1954: Pod gwiazdą frygijską
- 1955: Podhale w ogniu
- 1956: Kanał
- 1957: O Real Fim da Grande Guerra
- 1960: Rzeczywistość
- 1970: Epilog norymberski
- 1984: Polonia Restituta
- 1988: Um Curta-Metragem Sobre A Morte De
- 1998: Klan (série de TV)
- 2000: Egoiści
- 2002: Samo życie (série de TV)

### Dublagem
- 1959: 12 Angry Men (1957 filme) - Jurado
- 1971: Elizabeth I - Gardiner
- 1986: Peter the Great (minissérie) - Patriarca Adrian de Moscou
- 2012: a Vida de Pi (filme)

## Prêmios e distinções
- 1955 - Medalha do 10º aniversário da Polônia Popular (Medal 10-lecia Polski Ludowej)
- 1967 - Cruz de Ouro do Mérito (Złoty Krzyż Zasługi)
- 1975 - Cruz de Cavaleiro da Ordem da Polônia Restituta (Krzyż Kawalerski Orderu Odrodzenia Polski)
- 1975 - Medalha do 30º aniversário da Polônia Popular (Medal 30-lecia Polski Ludowej)
- 1985 - Medalha do 40º aniversário da Polônia Popular (Medal 40-lecia Polski Ludowej)
- 1987 - Cruz do Oficial da Ordem da Polônia Restituta (Krzyż Oficerski Orderu Odrodzenia Polski)